# Example
Elliot John Gleave (London, 1982. június 20. –), művésznevén Example, brit énekes és rapper az Epic Records kiadónál. Születési nevének kezdőbetűi E. és G., ez a latinban a például szó, az (angolban for example) megfelelője, innen ered az Example művésznév.
Elliot Hammersmith-ben született, tanulmányait a fulhami All Saints Primary School és a wandsworthi ADT College iskolákban végezte. 2000-ben felvételt nyert a londoni Royal Holloway egyetemre, és filmrendezést kezdett hallgatni. Egyetemi tanulmánya mellett a garage zenei stílus világában is elmerült, és mc-ként kezdett dolgozni, hogy pénzt keressen. Ebben az időszakban találkozott Joseph Gardner-rel (Rusher), a zenei producerrel, akivel közösen elkészítették az A Pointless Song c. dalt, amelyet nemcsak az egyetemi filmhez használtak fel, de egyben Example első vinly lemeze is lett, de a dal hivatalosan nem jelent meg. A tanulmányok befejezése után egy évet Ausztráliában töltött, és kellékesként olyan filmek megalkotásában vehetett részt, mint a Csillagok háborúja III: A Sith-ek bosszúja. Miután visszatért az Egyesült Királyságba a Paramount Comedy Channelnél kezdett dolgozni (Comedy Central), mint voiceover és szerkesztő, valamint az MTV Networksnél is szerkesztőként alkalmazták. Elliot felesége az ausztrál modell, műsorvezető és színésznő, Erin McNaught.